# Balthasar Friedrich von der Goltz
Freiherr Balthasar Friedrich von der Goltz (* 20. Dezember 1708 auf Gut Heinrichsdorf; † 6. Mai 1757 vor Prag) war ein königlich-preußischer Oberst und Kommandeur im Infanterie-Regiment Nr. 33. Er war auch Kommandeur eines Grenadierbataillons, Ritter des Pour le Mérite und Erbherr auf Heinersdorf, Reppow und Langenhof.

## Leben
Er war der Sohn von Henning Bernhard von der Goltz und dessen Frau Maria Katharina von Heidebreck. Seine Brüder Karl Christoph von der Goltz und Georg Konrad von der Goltz wurden preußische Generäle.
Im November 1726 trat er als Fahnenjunker in das Infanterie-Regiment Nr. 20 ein, im Jahre 1727 wurde er dort Fähnrich und 1730 Leutnant. Im Ersten Schlesischen Krieg war er in der Schlacht bei Mollwitz Adjutant des Generalmajors von Kalckstein. Am 20. April 1741 wurde er zum Hauptmann ernannt und war bei der Belagerung und Eroberung der Festung Brieg dabei. Am 25. Oktober 1741 erfolgte die Beförderung zum Major und er wurde zum Füsilier-Regiment Nr. 42 versetzt. Im Zweiten Schlesischen Krieg erhielt er ein eigenes Grenadierbataillon, das aus den Grenadierkompanien des Garnison-Regiments Nr. 8 und des Füsilier-Regiments Nr. 42 gebildet wurde. Unter dem Oberkommando von Generalleutnant Heinrich Karl von der Marwitz kämpfte er mit diesen Truppen in Oberschlesien. Im März 1745 eroberte er das Schloss Grätz. Die Versuche der Österreicher, das Schloss zurückzuerobern, scheiterten. Von der Goltz wurde dafür mit dem Orden Pour le Mérite ausgezeichnet. Am 9. Mai 1747 wurde er zum Oberstleutnant ernannt, zudem erhielt er vom König ein Geschenk von 500 Talern, der ihn auch als Kommandeur zum Regiment Nr. 33 unter Heinrich August de la Motte Fouqué nach Glatz versetzte. In der Winterzeit war er oft Gast in Potsdam und Berlin. Am 17. September 1753 erfolgte seine Ernennung zum Oberst. Als der Siebenjährige Krieg ausbrach, war er Teil der Armee unter Kurt Christoph von Schwerin, die nach Böhmen vorrückte. In der Schlacht bei Prag am 6. Mai 1757 führte er sein Regiment beim Sturm auf die Anhöhen von Böhmisch Brod. Er starb, von mehreren Kugeln getroffen.

## Familie
Er war seit dem 27. September 1742 mit Henriette Johanne Konstantina von Manteuffel (* 4. Februar 1718; † 20. Oktober 1785) verheiratet. Sie war die Tochter des kursächsischen Ministers Ernst Christoph von Manteuffel und war ab 1761 erste Hofdame der Fürstin von Nassau-Weilburg. Nach seinem Tod heiratete die Witwe am 23. Oktober 1765 Albrecht von Hammerstein.